# Carlos el Bueno
El beato Carlos el Bueno o Carlos I de Flandes (1080/86 Dinamarca-2 de marzo de 1127 Brujas) fue conde de Flandes de 1119 a 1127. Es recordado por haber sido asesinado y por las repercusiones de su asesinato.

## Historia

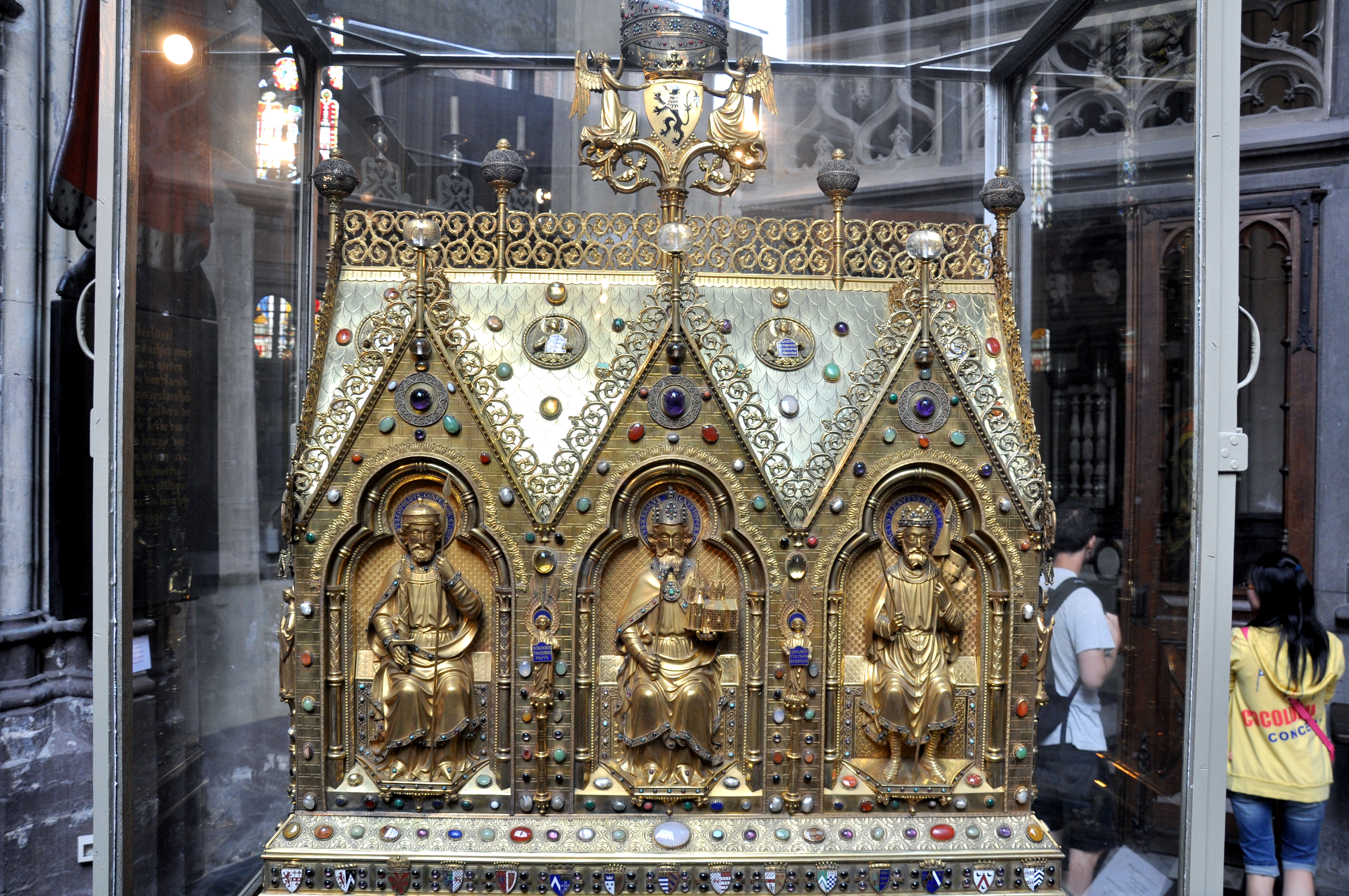
Relicario de Carlos el Bueno en la catedral de Brujas, obra de Jean-Baptiste Béthune (1883-1885)

Carlos era hijo de Canuto IV de Dinamarca y de Adela de Flandes. Su padre fue asesinado en 1086 y Adela huyó hacia Flandes, llevándose al joven Carlos con ella. Carlos creció en las corte de su abuelo Roberto I y su tío Roberto II. En 1092 Adela se mudó al sur de Italia para casarse con Roger Borsa, duque de Apulia. Carlos al crecer fue ordenado como caballero y acompañó a Tierra Santa a su tío Roberto II en la Primera Cruzada.
En 1111 Roberto II murió, y el primo de Carlos, Balduino VII, se convirtió en conde. Carlos había sido un asesor muy cercano del anterior conde Balduino  (que era varios años más joven), quien arregló el matrimonio de Carlos en 1118 con la heredera del conde de Amiens, Margarita de Clermont. El conde Balduino (no tenía hijos) fue herido en una batalla en nombre del rey de Francia, Luis VI, en contra de Enrique I de Inglaterra en septiembre de 1118; designó a Carlos como su sucesor antes de morir en julio de 1119.
Carlos fue notable por su bondad y generosidad hacia los pobres, y durante una hambruna distribuyó pan entre ellos. Tomó medidas para prevenir que los granos fueran acaparados y vendidos a precios excesivos. Estimulado por sus asesores, comenzó con una serie de procedimientos que tenían como objetivo disminuir la influencia del clan Erembald, el cual estaba muy dedicado a esta actividad, y reducirlos al estado de siervos. Como resultado de esto, Bertulf Fitz Erembald, el preboste de la catedral de san Donato, tramó una conspiración para asesinar a Carlos y a sus asesores.

## Asesinato

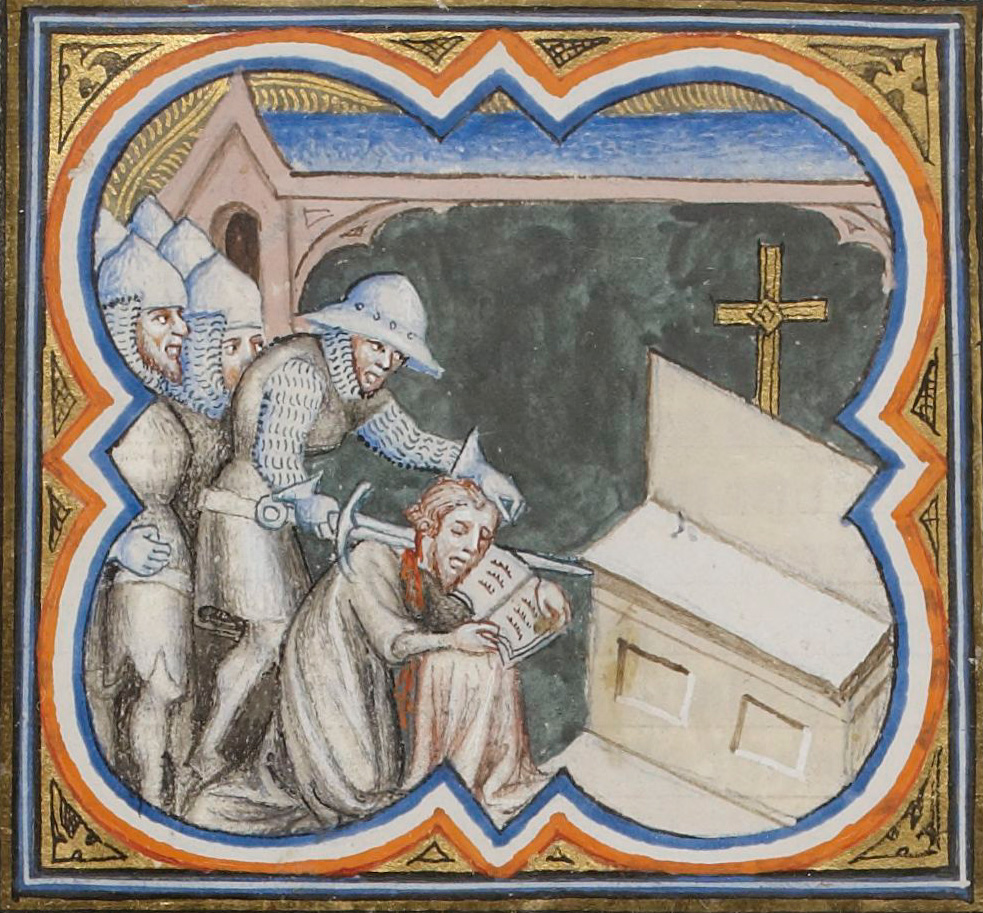
Muerte de Carlos el Bueno. Iluminación c. 1375 - 1380.

En la mañana del 2 de marzo de 1127, mientras Carlos se hallaba arrodillado rezando en la Iglesia de San Donaciano en Brujas, un grupo de caballeros pertenecientes al clan Erembald entró a la iglesia y lo decapitó. El sacrílego y brutal asesinato del conde provocó una gran indignación pública, y casi de inmediato fue considerado como un mártir y como un santo. Fue beatificado en 1884.
Los Erembald, quienes habían planeado y llevado a cabo el asesinato de Carlos, fueron arrestados y torturados hasta morir por los enfurecidos nobles y comunes de Brujas y Gante. El rey Luis VI de Francia, quien había apoyado la revuelta en contra del clan Erembald, usó su influencia para elegir a su propio candidato, Guillermo Clito, como  siguiente conde de Flandes.